# Zapasy na Letnich Igrzyskach Olimpijskich 1956 – kategoria do 79 kg w stylu klasycznym
Zmagania mężczyzn do 79 kg to jedna z ośmiu męskich konkurencji w zapasach w stylu klasycznym rozgrywanych podczas Letnich Igrzysk Olimpijskich 1956. Pojedynki w tej kategorii wagowej odbyły się w dniach 3 – 6 grudnia.
Punktacja opierała się na systemie „złych punktów karnych”. Zwycięzca otrzymywał zero punktów za wygraną przez „tusz” (łopatki), jeden punkt za wygraną decyzją trzech sędziów. Za przegraną walkę w stosunku 1-2 zawodnik otrzymywał dwa punkty, a za porażkę 0-3 lub łopatki przyznawano 3 punkty karne. Uzyskanie pięciu lub więcej punktów eliminowało zapaśnika z turnieju. Najlepsza trójka walczyła w rundzie finałowej. 

## Klasyfikacja[1]
| Miejsce | Nazwisko        | Kraj              |
| ------- | --------------- | ----------------- |
| 1       | Giwi Kartozia   | ZSRR              |
| 2       | Dimityr Dobrew  | Bułgaria          |
| 3       | Rune Jansson    | Szwecja           |
| 4       | Johann Sterr    | Niemcy            |
| 5       | György Gurics   | Węgry             |
| 6       | Viljo Punkari   | Finlandia         |
| 7       | Jim Peckham     | Stany Zjednoczone |
| 8       | Wally Paterson  | Australia         |
| 8       | İsmet Atlı      | Turcja            |
| 10      | Branislav Simić | Jugosławia        |

## Wyniki

### Pierwsza runda[2]
| Zwycięzca      | Punkty karne | Wynik        | Przegrany       | Punkty karne |
| -------------- | ------------ | ------------ | --------------- | ------------ |
| Viljo Punkari  | 0            | Łopatki      | Wally Paterson  | 3            |
| Giwi Kartozia  | 1            | Decyzja, 3:0 | Rune Jansson    | 3            |
| György Gurics  | 1            | Decyzja, 2:1 | Jim Peckham     | 2            |
| Johann Sterr   | 0            | Łopatki      | İsmet Atlı      | 3            |
| Dimityr Dobrew | 0            | Łopatki      | Branislav Simić | 3            |

### Druga runda[3]
| Zwycięzca      | Punkty karne | Wynik        | Przegrany       | Punkty karne |
| -------------- | ------------ | ------------ | --------------- | ------------ |
| Rune Jansson   | 3            | Łopatki      | Viljo Punkari   | 3            |
| Giwi Kartozia  | 1            | Łopatki      | Wally Paterson  | 6            |
| Jim Peckham    | 3            | Decyzja, 2:1 | Johann Sterr    | 2            |
| György Gurics  | 2            | Decyzja, 3:0 | İsmet Atlı      | 6            |
| Dimityr Dobrew | 0            | Bez walki    |                 |              |
|                |              | Wycofał się  | Branislav Simić | 6            |

### Trzecia runda[4]
| Zwycięzca      | Punkty karne | Wynik        | Przegrany     | Punkty karne |
| -------------- | ------------ | ------------ | ------------- | ------------ |
| Dimityr Dobrew | 1            | Decyzja, 2:1 | Viljo Punkari | 5            |
| Rune Jansson   | 4            | Decyzja, 2:1 | Jim Peckham   | 5            |
| Giwi Kartozia  | 2            | Decyzja, 3:0 | György Gurics | 5            |
| Johann Sterr   | 2            | Bez walki    |               |              |

### Czwarta runda[5]
| Zwycięzca     | Punkty karne | Wynik        | Przegrany      | Punkty karne |
| ------------- | ------------ | ------------ | -------------- | ------------ |
| Rune Jansson  | 5            | Decyzja, 3:0 | Johann Sterr   | 5            |
| Giwi Kartozia | 3            | Decyzja, 2:1 | Dimityr Dobrew | 3            |

### Runda finałowa
| Zwycięzca      | Wynik        | Przegrany                                   |
| -------------- | ------------ | ------------------------------------------- |
| Giwi Kartozia  | Decyzja, 3:0 | Rune Jansson (zaliczony wynik z I rundy)    |
| Giwi Kartozia  | Decyzja, 2:1 | Dimityr Dobrew (zaliczony wynik z IV rundy) |
| Dimityr Dobrew | Decyzja, 3:0 | Rune Jansson                                |